# Spätere Hōjō

Familienwappen Mitsu uroko (三つ鱗, dt. „3 Schuppen“)

Die Späteren Hōjō (jap. 後北条氏 Go-Hōjō-shi) oder Odawara-Hōjō (小田原北条氏) waren eine der mächtigsten Kriegerfamilien (Buke) der Sengoku-Zeit Japans. 
Der Clan entstand, als Ise Shinkuro im 15. Jahrhundert von seiner Burg Nirayama (Provinz Izu) aus Ländereien eroberte und seine Macht ausbaute. 1495 konnte er schließlich Odawara in der Provinz Sagami in Besitz nehmen. Nachdem er seinen Sohn Ujitsuna mit einer Frau aus der Kamakura-Hōjō-Familie verheiratet hatte, übernahm er den glänzenderen Namen Hōjō und auch deren Wappen. Er selbst nannte sich zunächst Nagauji, entsagte später aber der Welt und nahm den Namen Hōjō Sōun an, unter dem er besser bekannt ist.
Die Späteren Hōjō  machten den Tokugawa Konkurrenz. Sie schlossen sich mit den Imagawa und den Takeda zum „Dreipakt des Ostens“ gegen die Drei Reichseiniger zusammen. Schließlich brach Toyotomi Hideyoshi ihre Macht mit der Belagerung von Odawara und der Einnahme der Burg 1590. Hōjō Ujimasa musste Seppuku begehen, sein Sohn Hōjō Ujinao und dessen Frau Toku-hime (eine Tochter von Tokugawa Ieyasu) wurden auf den Berg Kōya verbannt, wo Ujinao 1591 starb. 
Die Oberhäupter der Späteren Hōjō waren:
- Hōjō Sōun (1432–1519)
- Hōjō Ujitsuna (1487–1541)
- Hōjō Ujiyasu (1515–1571)
- Hōjō Ujimasa (1538–1590)
- Hōjō Ujinao (1562–1591)